# Speiredonia substruens
Speiredonia substruens là một loài bướm đêm thuộc họ Erebidae. Loài này có ở Ấn Độ.